# Холостой ход (двигатель внутреннего сгорания)
Холостой ход — специальный режим работы двигателя внутреннего сгорания характеризующейся отсутствием производимой полезной работы. 
Следует после режима «пуск» и  может накладываться на режим «прогрев». Холостой ход необходим двигателю внутреннего сгорания для возможности быстрого выхода на рабочий режим после периода не активности, прогрева,  работы вспомогательных систем автомобиля, таких как пневмосистема, электросистема и вакуумная. Такой режим как "принудительный холостой ход" используется для торможения автомобиля без использования штатной тормозной системы.  Производимая двигателем полезная работа на холостом ходу равна нулю, КПД нулевой и вся энергия тратится на поддержание рабочих процессов и привод вспомогательных механизмов.  Для снижения потерь обычно стараются минимизировать обороты холостого хода с учетом возможностей работы вспомогательных систем и восприятия двигателем нагрузки, а так же поддержания собственно рабочего процесса ДВС. Снижение оборотов обычно приводит либо к потере ресурса, неработоспособности систем смазки, электропитания, появлению вибраций, неустойчивого сгорания смеси, выхода экологических параметров за пределы или просто остановке мотора. На современных моторах с искровым зажиганием(бензиновых) регулирование холостых оборотов возложено  на электронный привод дроссельной заслонки  с поддержкой регулированием опережения зажигания и подачи топлива, на более старых конструкциях могут применяться отдельные регуляторы холостого хода или механические ограничители угла закрытия дросселя, дросселированные каналы системы холостого хода. На двигателях с карбюраторной системой питания за холостой ход обычно отвечает выделенная система питания, поскольку основная на них не способна работать без нагрузки. На дизельных моторах регулирование оборотов производится в основном регулированием топливоподачи. Но для снижения выбросов NOx могут применяться и дроссельные узлы, но они на дизельных двигателях не регулируют обороты.
Обороты холостого хода зависят от нагрузки и состояния мотора. Система управления двигателем может завышать их при повышенной нагрузке, например, от системы кондиционирования, или же на этапе прогрева.